# Chalepispa ignorata
Chalepispa ignorata es un coleóptero de la familia Chrysomelidae. Fue descrita en 1955 por Uhmann.